# Увал (Иркутский район)
Увал — упразднённая деревня в Иркутском районе Иркутской области России. Входит в состав Оёкского муниципального образования. Находится примерно в 35 км к северо-востоку от районного центра.

## Происхождение названия
Название Увал означает возвышенность с пологими склонами, что соответствует физико-географическому положению деревни.

## Природа
В начале-середине XX века в районе деревни располагались лес, труднопроходимые болота, озеро. По другим данным, небольших озёр было шесть. В настоящий момент лес полностью вырублен, а озёра и болота значительно измельчали.

## История
Населённый пункт был основан в 1821 году жителями села Оёк. На этой территории располагались сельскохозяйственные земли, относившиеся к Оёку. В связи с отдалённостью от села владельцы земли стали строить здесь дома. Дома не имели номеров, не были объединены в улицу. Жители деревни жили за счёт огородничества, животноводства, а также выращивания и продажи табака.
В 1920-е деревня подвергалась набегам банды Григория Кочкина. Однако чаще всего преступники не трогали жителей деревни, а только крали лошадей.
Согласно переписи населения СССР 1926 года в деревне насчитывалось 18 дворов, 102 жителя (52 мужчины и 50 женщин). Через короткое время количество домов увеличилось до 30.
На 1929 год входила в состав Котовского сельсовета Оёкского района.
Во второй половине 1940-х деревня расширилась, здесь было построено несколько новых домов.
Однако в 1950-е-1960-е годы населённый пункт пришёл в упадок, и жители стали массово покидать его, уезжая в Оёк и другие населённые пункты. В деревне не было предприятий, магазина, школы.

## Население
На 2010 год в деревне насчитывается один дом, где проживает одна женщина — Тамара Рогозина, коренная жительница деревни